# Atletismo nos Jogos Pan-Americanos de 2011 - 20 km marcha atlética feminina
A competição da marcha atlética 20 km feminina foi um dos eventos do atletismo nos Jogos Pan-Americanos de 2011, em Guadalajara. Foi disputada no Circuito de Marcha Atlética no dia 23 de outubro.

## Calendário
Horário local (UTC-6).
| Data          | Horário | Fase  |
| ------------- | ------- | ----- |
| 23 de outubro | 08:30   | Final |

## Medalhistas
| Ouro   | GUA Jamy Franco      |
| Prata  | GUA Mirna Ortiz      |
| Bronze | COL Ingrid Hernández |

## Recordes
Recordes mundial e pan-americano antes da disputa dos Jogos Pan-Americanos de 2011.
| Tipo                             | Atleta           | Tempo   | Local    | Data                    |
| -------------------------------- | ---------------- | ------- | -------- | ----------------------- |
|                                  | Vera Sokolova    | 1:25:08 | Sochi    | 26 de fevereiro de 2011 |
| Recorde dos Jogos Pan-Americanos | Graciela Mendoza | 1:34:19 | Winnipeg | 26 de julho de 1999     |

## Resultados

### Final
| Pos.              | Atleta                 | Tempo   | Obs.                             |
| ----------------- | ---------------------- | ------- | -------------------------------- |
| Medalha de ouro   | GUA Jamy Franco        | 1:32:38 | Recorde dos Jogos Pan-Americanos |
| Medalha de prata  | GUA Mirna Ortiz        | 1:33:37 | Recorde pessoal                  |
| Medalha de bronze | COL Ingrid Hernández   | 1:34:06 |                                  |
| 4                 | MEX Monica Equihua     | 1:34:50 | Recorde pessoal                  |
| 5                 | MEX Rosalia Ortiz      | 1:36:10 | Recorde pessoal                  |
| 6                 | COL Arabelly Orjuela   | 1:36:50 |                                  |
| 7                 | BOL Claudia Valderrama | 1:37:32 | Recorde pessoal                  |
| 8                 | ECU Yadira Guamán      | 1:38:42 |                                  |
| 9                 | USA Maria Michta       | 1:38:47 |                                  |
| 10                | BOL Geovana Irusta     | 1:41:43 | Recorde pessoal                  |
| 11                | VEN Milángela Rosales  | 1:43:17 |                                  |
| 12                | PER Farilus Morales    | 1:45:38 |                                  |
| –                 | USA Lauren Forgues     |         | DNF                              |
| –                 | BRA Cisiane Lopes      |         | DNF                              |
| –                 | ECU Paola Pérez        |         | DSQ                              |
| –                 | CUB Leisy Rodríguez    |         | DSQ                              |
| –                 | BRA Erica Sena         |         | DSQ                              |

Legenda
| Recorde mundial                  | Recorde mundial (World record)               |                       | Recorde africano                      | Recorde africano (African) |                                           | Q | Classificado por posição (Qualified) |
| Recorde dos Jogos Pan-Americanos | Recorde pan-americano (Pan-American record)  | Recorde da América    | Recorde da América (Americas)         | q                          | Classificado por melhor tempo (Qualified) |   |                                      |
| Melhor marca do ano              | Melhor marca do ano (World leading)          | Recorde asiático      | Recorde asiático (Asian)              | DNS                        | Não largou (Did not start)                |   |                                      |
| Recorde nacional                 | Recorde nacional (National record)           | Recorde europeu       | Recorde europeu (European)            | DNF                        | Não terminou (Did not finish)             |   |                                      |
| Recorde pessoal                  | Recorde pessoal do atleta (Personal best)    | Recorde da Oceania    | Recorde da Oceania (Oceania)          | DSQ / DQ                   | Desclassificado (Disqualified)            |   |                                      |
| Recorde da temporada             | Recorde da temporada do atleta (Season best) | Recorde sul-americano | Recorde sul-americano (South America) | NM                         | Sem marca (No mark)                       |   |                                      |